# Saksid
Saksid – wieś w Słowenii, w gminie miejskiej Nova Gorica. W 2018 roku liczyła 117 mieszkańców. 